# Nijinského cena
Nijinského cena (vyslovuj Nižinského cena. Francouzsky: Prix Nijinský), pojmenovaná po legendárním polsko-ruském tanečníkovi Vaslavu Nijinském (polsky Wacław Niżyński) se v krátké době po jejím zavedení stala jedním z nejžádanějších ocenění pro tanečníky a choreografy. Uděluje se každé dva roky v rámci Monackého tanečního fóra („Monaco Dance Forum"), založeného v roce 2000 princeznou Caroline z Monaka  a má pět kategorií:
- Nejlepší tanečník
- Nejlepší tanečnice

- Nejlepší choreograf

- Nejlepší choreografická produkce

- Nejlepší začínající choreograf.

Uděluje se také cena za celoživotní dílo.
Vítěze vybírá mezinárodní porota složená z více než stovky profesionálů ze světa tance. Jméno vítěze se oznamuje během galavečera pořádaného Monackým tanečním fórem (v budově Grimaldi Forum) v Monte-Carlo v Monaku. Experimentuje se také s účastí publika prostřednictvím internetu.